# دووان
دووان (انگلیسی: Duvan) یک شهرک در شهرستان دووانسکی در استان باشقیرستان کشور روسیه است.